# Минја (гувернорат)
Минја је један од 27 гувернората Египта. Заузима површину од 2.262 km². Према попису становништва из 2014. у гувернорату је живело 5.004.421 становника. Главни град је Минја.

## Становништво
| 2006.     | 2012. (процена) |
| --------- | --------------- |
| 4.179.309 | 4.701.000       |